# 캅카스현

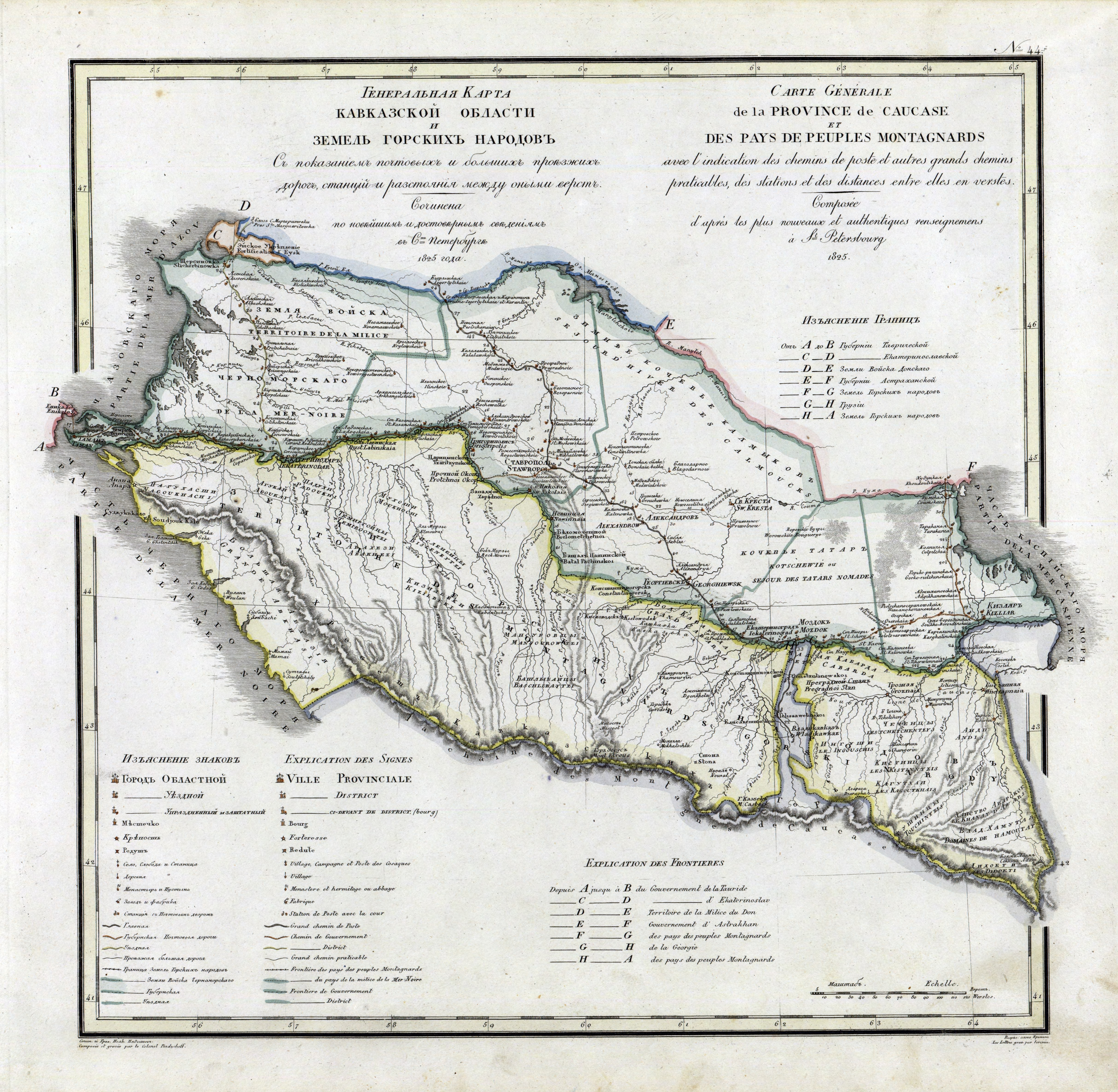
캅카스현의 지도

캅카스현(러시아어: Кавказская губерния)은 1802년부터 1822년까지 존재했던 러시아 제국의 현으로 현도는 게오르기옙스크이다. 현재의 러시아 스타브로폴 지방, 크라스노다르 지방, 로스토프주, 카바르디노발카르 공화국, 북오세티야 공화국, 인구시 공화국, 체첸 공화국, 다게스탄 공화국, 칼미크 공화국에 걸쳐 있었다. 1822년 캅카스 주가 신설되면서 폐지되었다.